# Nižný Žipov
Nižný Žipov este o comună slovacă, aflată în districtul Trebišov din regiunea Košice. Localitatea se află la altitudinea de 126 m deasupra n.m., se întinde pe o suprafață de 17,07 km2 și în 2017 număra 1.491 de locuitori.

## Istoric
Localitatea Nižný Žipov este atestată documentar din 1221.

## Demografie
| An:                | 1994 | 2004    | 2014    | 2024   |
| ------------------ | ---- | ------- | ------- | ------ |
| Număr de persoane: | 1193 | 1350    | 1503    | 1496   |
| Diferență:         |      | +13,16% | +11,33% | −0,46% |

| An:                | 2023 | 2024   |
| ------------------ | ---- | ------ |
| Număr de persoane: | 1477 | 1496   |
| Diferență:         |      | +1,28% |